# خون، جرأت، گلوله و اکتان
خون، جرأت، گلوله و اکتان (به انگلیسی: Blood, Guts, Bullets, and Octane) یک فیلم مستقل کمدی اکشن آمریکایی محصول سال ۱۹۹۸ به نویسندگی، تهیه‌کنندگی، تدوین، کارگردانی و بازی جو کارنهان در اولین کارگردانی بلند خود پرداخت.
برای سال‌ها این فیلم در حال مذاکره برای توسعه به‌عنوان یک سریال اصلی در ان‌بی‌سی توسط کارنهان و تهیه‌کننده باب لوی بود.

## داستان
در این فیلم کارنهان و تهیه‌کننده دیگر فیلم، دن لیس، در نقش دو فروشنده یک نمایندگی خودروی کارکرده شکست خورده بازی می‌کنند که به آنها ۲۵۰٫۰۰۰ دلار پرداخت می‌شود تا یک پونتیاک لمان مدل ۱۹۶۳ به مدت دو روز وارد بازار شود. آنها بعداً متوجه می‌شوند که ممکن است وسیله نقلیه به سرقت رفته باشد، که منجر به تعقیب و گریز و نگهداری ماشین برای باج می‌شود.